# 차베스주의
차베스주의(스페인어: Chavismo 차비스모[*]) 또는 차비즘(Chavism)은 베네수엘라의 전직 대통령인 우고 차베스가 추구했던 이념이며, 현 베네수엘라 집권당인 베네수엘라 연합사회당의 정치이념이기도 하다.
주로 유물론적인 사회주의 요소와 좌익대중주의, 좌익민족주의, 페미니즘, 녹색 정치 등 다양한 좌파적 이념이 결합되었다.
차베스주의는 일반적으로 민주사회주의에 한 갈래로 분류되며 남아메리카의 민주사회주의 정치인들과 운동가들에게 많은 영향을 끼쳤다.

## 차베스주의의 주요 이념
- 포퓰리즘
- 반자본주의
- 민주사회주의
- 생태사회주의
- 좌파민족주의
- 반제국주의
- 반미주의
- 볼리바르주의
- 반자본주의
- 협동조합주의
- 평등주의
- 사회주의적 여성주의
- 반엘리트주의
- 좌익대중주의
- 생태주의

## 같이 보기
- 21세기 사회주의
- 베네수엘라의 정치
- 볼리바르 혁명
- 볼리바르주의